# Arend Andries Bontekoe
Arend Andries Bontekoe (Naarden, 13 oktober 1895 - Sachsenhausen, 13 januari 1945) was een Nederlandse kapitein der infanterie van het Koninklijk Nederlandsch-Indisch Leger (KNIL) en verzetsstrijder tijdens de Tweede Wereldoorlog.

## Levensloop

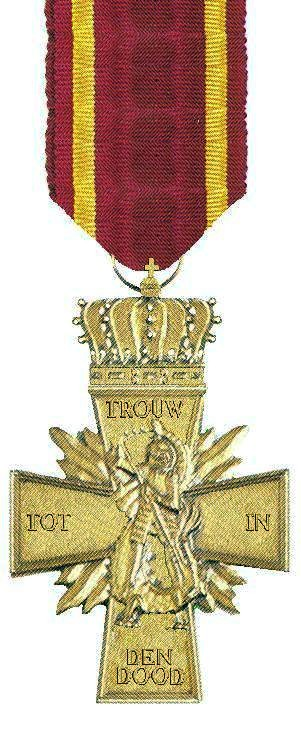
Verzetskruis

Bontekoe was een onderofficier die na een opleiding in 1922 aangesteld werd als officier in het KNIL. Hij ging in 1937 met pensioen, zijn eindrang was kapitein. 
Terug in Nederland was Bontekoe in 1940 administrateur van de Amsterdamse Vereniging voor Luchtbescherming. Hij werd tijdens de Duitse bezetting van Nederland actief in het verzet. Hij gaf daar leiding aan in Amsterdam-West, hielp geallieerde piloten, was betrokken bij wapendroppings en verzorgde de distributie van bonkaarten voor onderduikers.
Kort voor hij zou onderduiken werd hij door de Grüne Polizei gearresteerd en kwam via het Huis van Bewaring in Amsterdam, het Oranjehotel te Scheveningen, het interneringskamp te Vught en het concentratiekamp Oranienburg uiteindelijk in het concentratiekamp Sachsenhausen terecht, waar hij in januari 1945 overleed aan de ontberingen. Hij werd in een massagraf begraven.

## Waardering
Na de oorlog werd in Amsterdam het Arend Bontekoeplantsoen naar hem vernoemd en ontving hij postuum het Verzetskruis 1940-1945. De onderscheiding werd door koningin Juliana overhandigd aan zijn dochter Adri Bontekoe. Edward Neve besteedde in zijn boek De Glorieuzen aandacht aan Bontekoe en zijn verzetswerk.
H.J. van Aalderen
· P. van As
· M. Assies
· J.J. Barendsen
· J.A. Beekman
· H.D.J. Beernink
· L.R. Beijnen
· C.J. van den Berg-van der Vlis
· L.A. Bleys
· G. de Boer
· A.A. Bontekoe
· E.J. Bosch ridder van Rosenthal
· D.A. van den Bosch
· I.J. van den Bosch
· J.H. Bosch
· J.C.J. baron Brantsen
· A.L. Charroin
· F.G.M. Conijn
· M. Crans
· R.J. Dam
· F. Datema
· K.H. Derkzen van Angeren
· H. Dienske
· J.L.G. Doornik
· V. Dreyfus
· N. Dupont
· F. Duwaer
· S. Esmeijer
· G.H. Gelder
· J. Gelderman
· W.J. Gertenbach
· E.A. Giran
· O. Giran
· C.H. de Groot
· P.G.S. Guermonprez
· A. Hahn
· W. van Hall
· J.C.H.F. van Hanxleden Houwert
· Th.W.L. baron van Heemstra
· J.J. Hendrikx
· J.L. Hesselberg
· W.J. Heukels
· I. van der Horst
· J. ter Horst
· H.P. Hos
· J.F.H.M. baron van Hövell van Wezeveld en Westerflier
· B. IJzerdraat
· L. Jansen
· A. Kalter
· G.W. Kastein
· A. Keuter
· T.J. Kroeze
· D.M.R.H. Kroon
· H.Th. Kuipers-Rietberg
· A. Meerwaldt
· J.A.A. Mekel
· J.D. van Melle
· D.C.B. Mesritz
· M.-L.C. Meunier
· J.J. Mohr
· J.L. Moonen
· A.C. Nagtegaal
· F. Nieuwenhuijsen
· B. Oosthoek
· J. Oranje
· T. Pannekoek
· J. Post
· A.J. Rozeman
· V.H. Rutgers
· F.R. Ruys
· W. Santema
· J.J. Schaft
· Jhr. J. Schimmelpenninck
· R.L.A. Schoemaker
· G. Schoonman
· W.P. Speelman
· M. van der Stoep
· B.M. Telders
· A.O.H. Tellegen
· O.R. Thomsen
· G. Tieman
· T.W. de Tourton Bruijns
· L.M. Valstar
· G.J. van der Veen
· D. Verloop
· M.A.E. Verspyck
· P.M.R. Versteegh
· C. Vlot
· G. Weidner
· J.H. Westerveld
· H.B. Wiardi Beckman
· J.W. Wildschut
· J.R.E. Wüthrich
· L. Zwanenburg
· Onbekende Joodse soldaat